# Puchar Świata w narciarstwie dowolnym 1982/1983
Puchar Świata w narciarstwie dowolnym 1982/1983 rozpoczął się 3 stycznia 1983 w austriackim Mariazell, a zakończył 19 marca 1983 w amerykańskim Angel Fire. Była to czwarta edycja Pucharu Świata w narciarstwie dowolnym. Puchar Świata rozegrany został w 5 krajach i 7 miastach na 2 kontynentach. Najwięcej zawodów odbyło się w amerykańskim Angel Fire, po 7 dla mężczyzn i kobiet.
Obrońcą Pucharu Świata wśród mężczyzn był Amerykanin Frank Beddor, a wśród kobiet Kanadyjka Marie-Claude Asselin. W tym sezonie triumfowali: Kanadyjczycy Alain LaRoche i Peter Judge wśród mężczyzn oraz Szwajcarka Conny Kissling wśród kobiet.

## Konkurencje
- AE = skoki akrobatyczne
- MO = jazda po muldach
- BA = balet narciarski
- KB = kombinacja

## Mężczyźni

### Kalendarz i wyniki
| Lp  | Data             | Miejsce      | Konkurencja | Zwycięzca       | 2. miejsce       | 3. miejsce      |
| 1.  | 3 stycznia 1983  | Mariazell    | BA          | Brak danych     | Brak danych      | Brak danych     |
| 2.  | 4 stycznia 1983  | Mariazell    | MO          | Philippe Deiber | Lasse Fahlén     | Bill Keenan     |
| 3.  | 19 stycznia 1983 | Tignes       | MO          | Hans Schenk     | Philippe Deiber  | Lasse Fahlén    |
| 4.  | 20 stycznia 1983 | Tignes       | BA          | Brak danych     | Brak danych      | Brak danych     |
| 5.  | 21 stycznia 1983 | Tignes       | AE          | Sandro Wirth    | Jean Corriveau   | Yves LaRoche    |
| 6.  | 21 stycznia 1983 | Tignes       | KB          | Éric Laboureix  | Mike Nemesvary   | Bruce Bolesky   |
| 7.  | 22 stycznia 1983 | Tignes       | AE          | Sandro Wirth    | Craig Clow       | Jean Corriveau  |
| 8.  | 22 stycznia 1983 | Tignes       | KB          | Peter Judge     | Bruce Bolesky    | Mike Nemesvary  |
| 9.  | 29 stycznia 1983 | Oberjoch     | BA          | Brak danych     | Brak danych      | Brak danych     |
| 10. | 2 lutego 1983    | Livigno      | BA          | Brak danych     | Brak danych      | Peter Judge     |
| 11. | 3 lutego 1983    | Livigno      | MO          | Bill Keenan     | Stefan Engström  | Mauro Mottini   |
| 12. | 4 lutego 1983    | Livigno      | AE          | Sandro Wirth    | Jean Corriveau   | Yves LaRoche    |
| 13. | 4 lutego 1983    | Livigno      | KB          | Alain LaRoche   | Peter Judge      | Éric Laboureix  |
| 14. | 5 lutego 1983    | Livigno      | MO          | Bill Keenan     | Mauro Mottini    | Philippe Deiber |
| 15. | 12 lutego 1983   | Ravascletto  | BA          | Brak danych     | Jacques Poillion | Brak danych     |
| 16. | 13 lutego 1983   | Ravascletto  | AE          | Alain LaRoche   | Craig Clow       | Daniel Nieth    |
| 17. | 13 lutego 1983   | Ravascletto  | KB          | Alain LaRoche   | Éric Laboureix   | Paul Rosenberg  |
| 18. | 11 marca 1983    | Squaw Valley | BA          | Brak danych     | Brak danych      | Daniel Côté     |
| 19. | 16 marca 1983    | Angel Fire   | MO          | Stefan Engström | Cooper Schell    | Bill Keenan     |
| 20. | 17 marca 1983    | Angel Fire   | BA          | Brak danych     | Brak danych      | Brak danych     |
| 21. | 18 marca 1983    | Angel Fire   | MO          | Bill Keenan     | Lasse Fahlén     | Frank Beddor    |
| 22. | 19 marca 1983    | Angel Fire   | AE          | Mike Nemesvary  | Jean-Marc Rozon  | Craig Clow      |
| 23. | 19 marca 1983    | Angel Fire   | KB          | Peter Judge     | Frank Beddor     | Bruce Bolesky   |
| 24. | 19 marca 1983    | Angel Fire   | AE          | Alain LaRoche   | Frank Beddor     | Frank Beddor    |
| 25. | 19 marca 1983    | Angel Fire   | KB          | Frank Beddor    | Alain LaRoche    | Éric Laboureix  |

### Klasyfikacje
| Lp. | Zawodnik        | Punkty |
| --- | --------------- | ------ |
| 1.  | Alain LaRoche   | 66     |
| 1.  | Peter Judge     | 66     |
| 3.  | Éric Laboureix  | 64     |
| 4.  | Mike Nemesvary  | 61     |
| 5.  | Bruce Bolesky   | 60     |
| 6.  | Murray Cluff    | 46     |
| 7.  | Cooper Schell   | 40     |
| 8.  | Jim Erbe        | 35     |
| 9.  | Paul Rosenberg  | 34     |
| 10. | Ernst Garhammer | 32     |

| Lp. | Zawodnik          | Punkty |
| --- | ----------------- | ------ |
| 1.  | Sandro Wirth      | 97     |
| 2.  | Craig Clow        | 92     |
| 3.  | Alain LaRoche     | 90     |
| 3.  | Jean Corriveau    | 90     |
| 5.  | Mike Nemesvary    | 87     |
| 6.  | Yves LaRoche      | 84     |
| 6.  | Daniel Nieth      | 84     |
| 8.  | Peter Judge       | 76     |
| 9.  | Éric Laboureix    | 62     |
| 10. | Wayne Hilterbrand | 60     |
| 10. | Murray Cluff      | 60     |
| 10. | Cooper Schell     | 60     |

| Lp. | Zawodnik        | Punkty |
| --- | --------------- | ------ |
| 1.  | Bill Keenan     | 98     |
| 2.  | Stefan Engström | 93     |
| 2.  | Lasse Fahlén    | 93     |
| 4.  | Philippe Deiber | 90     |
| 5.  | Mauro Mottini   | 88     |
| 6.  | Hans Schenk     | 84     |
| 7.  | Jean Dutruilh   | 83     |
| 8.  | Philippe Bron   | 68     |
| 9.  | Éric Laboureix  | 67     |
| 10. | Andrea Schenk   | 65     |

| Lp. | Zawodnik           | Punkty |
| --- | ------------------ | ------ |
| 1.  | Richard Schabl     | 124    |
| 2.  | Hermann Reitberger | 123    |
| 3.  | Ernst Garhammer    | 116    |
| 4.  | Jacques Poillion   | 108    |
| 5.  | Bruce Bolesky      | 102    |
| 6.  | Peter Judge        | 97     |
| 7.  | Alain LaRoche      | 89     |
| 7.  | Dan Schindler      | 89     |
| 9.  | Mike Nemesvary     | 88     |
| 10. | Éric Laboureix     | 87     |

| Lp. | Zawodnik          | Punkty |
| --- | ----------------- | ------ |
| 1.  | Alain LaRoche     | 42     |
| 1.  | Éric Laboureix    | 42     |
| 3.  | Peter Judge       | 40     |
| 4.  | Mike Nemesvary    | 39     |
| 5.  | Bruce Bolesky     | 38     |
| 6.  | Murray Cluff      | 33     |
| 7.  | Paul Rosenberg    | 30     |
| 8.  | Cooper Schell     | 24     |
| 8.  | Jim Erbe          | 24     |
| 10. | Chuck Heidenreich | 22     |

## Kobiety

### Kalendarz i wyniki
| Lp  | Data             | Miejsce      | Konkurencja | Zwycięzca            | 2. miejsce           | 3. miejsce        |
| 1.  | 3 stycznia 1983  | Mariazell    | BA          | Jan Bucher           | Christine Rossi      | Conny Kissling    |
| 2.  | 4 stycznia 1983  | Mariazell    | MO          | Mary-Jo Tiampo       | Hilary Engish        | Erika Gallizzi    |
| 3.  | 19 stycznia 1983 | Tignes       | MO          | Mary-Jo Tiampo       | Mary-Jo Tiampo       | Hilary Engish     |
| 4.  | 20 stycznia 1983 | Tignes       | BA          | Jan Bucher           | Christine Rossi      | Conny Kissling    |
| 5.  | 21 stycznia 1983 | Tignes       | AE          | Marie-Claude Asselin | Liz Heidenreich      | Eveline Wirth     |
| 6.  | 21 stycznia 1983 | Tignes       | KB          | Marie-Claude Asselin | Conny Kissling       | Hayley Wolff      |
| 7.  | 22 stycznia 1983 | Tignes       | AE          | Marie-Claude Asselin | Liz Heidenreich      | Andrea Amann      |
| 8.  | 22 stycznia 1983 | Tignes       | KB          | Conny Kissling       | Marie-Claude Asselin | Hayley Wolff      |
| 9.  | 29 stycznia 1983 | Oberjoch     | BA          | Jan Bucher           | Christine Rossi      | Conny Kissling    |
| 10. | 2 lutego 1983    | Livigno      | BA          | Jan Bucher           | Conny Kissling       | Lucie Barma       |
| 11. | 3 lutego 1983    | Livigno      | MO          | Hayley Wolff         | Laura Colnaghi       | Madeline Uvhagen  |
| 12. | 4 lutego 1983    | Livigno      | AE          | Marie-Claude Asselin | Liz Heidenreich      | Eveline Wirth     |
| 13. | 4 lutego 1983    | Livigno      | KB          | Marie-Claude Asselin | Conny Kissling       | Eveline Wirth     |
| 14. | 5 lutego 1983    | Livigno      | MO          | Hayley Wolff         | Mary-Jo Tiampo       | Erika Gallizzi    |
| 15. | 12 lutego 1983   | Ravascletto  | BA          | Christine Rossi      | Jan Bucher           | Lucie Barma       |
| 16. | 13 lutego 1983   | Ravascletto  | AE          | Marie-Claude Asselin | Eveline Wirth        | Conny Kissling    |
| 17. | 13 lutego 1983   | Ravascletto  | KB          | Marie-Claude Asselin | Conny Kissling       | Hayley Wolff      |
| 18. | 11 marca 1983    | Squaw Valley | BA          | Jan Bucher           | Christine Rossi      | Lucie Barma       |
| 19. | 16 marca 1983    | Angel Fire   | MO          | Hilary Engish        | Lisa Downing         | Mary-Jo Tiampo    |
| 20. | 17 marca 1983    | Angel Fire   | BA          | Jan Bucher           | Karen Benker         | Conny Kissling    |
| 21. | 18 marca 1983    | Angel Fire   | MO          | Mary-Jo Tiampo       | Marie-Claude Asselin | Hayley Wolff      |
| 22. | 19 marca 1983    | Angel Fire   | AE          | Marie-Claude Asselin | Conny Kissling       | Eveline Wirth     |
| 23. | 19 marca 1983    | Angel Fire   | KB          | Marie-Claude Asselin | Eveline Wirth        | Catherine Frairer |
| 24. | 19 marca 1983    | Angel Fire   | AE          | Marie-Claude Asselin | Eveline Wirth        | Conny Kissling    |
| 25. | 19 marca 1983    | Angel Fire   | KB          | Conny Kissling       | Marie-Claude Asselin | Catherine Frairer |

### Klasyfikacje
| Lp. | Zawodniczka          | Punkty |
| --- | -------------------- | ------ |
| 1.  | Conny Kissling       | 35     |
| 2.  | Marie-Claude Asselin | 34     |
| 3.  | Eveline Wirth        | 32     |
| 4.  | Hayley Wolff         | 24     |
| 5.  | Catherine Frairer    | 23     |
| 6.  | Liz Heidenreich      | 18     |
| 7.  | Lucie Barma          | 15     |
| 8.  | Jan Bucher           | 12     |
| 8.  | Meredith Gardner     | 12     |
| 8.  | Mary-Jo Tiampo       | 12     |

| Lp. | Zawodniczka          | Punkty |
| --- | -------------------- | ------ |
| 1.  | Marie-Claude Asselin | 48     |
| 2.  | Liz Heidenreich      | 42     |
| 2.  | Eveline Wirth        | 42     |
| 4.  | Conny Kissling       | 40     |
| 5.  | Catherine Frairer    | 30     |
| 5.  | Andrea Amann         | 27     |
| 7.  | Hayley Wolff         | 24     |
| 7.  | Brigitte de Roche    | 24     |
| 9.  | Annika Wignäs        | 22     |
| 10. | Meredith Gardner     | 20     |

| Lp. | Zawodniczka          | Punkty |
| --- | -------------------- | ------ |
| 1.  | Hayley Wolff         | 46     |
| 1.  | Mary-Jo Tiampo       | 46     |
| 3.  | Erika Gallizzi       | 37     |
| 4.  | Hilary Engish        | 33     |
| 5.  | Marie-Claude Asselin | 32     |
| 6.  | Conny Kissling       | 29     |
| 7.  | Lucie Barma          | 24     |
| 8.  | Laura Colnaghi       | 22     |
| 9.  | Madeleine Uvhagen    | 18     |
| 10. | Lisa Downing         | 16     |

| Lp. | Zawodniczka          | Punkty |
| --- | -------------------- | ------ |
| 1.  | Jan Bucher           | 60     |
| 2.  | Christine Rossi      | 56     |
| 3.  | Conny Kissling       | 51     |
| 4.  | Lucie Barma          | 43     |
| 5.  | Liz Heidenreich      | 40     |
| 6.  | Catherine Frairer    | 33     |
| 7.  | Marie-Claude Asselin | 31     |
| 7.  | Eveline Wirth        | 31     |
| 9.  | Karen Benker         | 28     |
| 10. | Patricia Picard      | 21     |

| Lp. | Zawodniczka          | Punkty |
| --- | -------------------- | ------ |
| 1.  | Marie-Claude Asselin | 32     |
| 2.  | Conny Kissling       | 30     |
| 3.  | Eveline Wirth        | 23     |
| 4.  | Catherine Frairer    | 22     |
| 4.  | Hayley Wolff         | 22     |
| 6.  | Meredith Gardner     | 12     |
| 7.  | Annika Wignäs        | 9      |
| 8.  | Betsy Reid           | 4      |
| 8.  | Hedy Garhammer       | 4      |
| 10. | Betsy Conroy         | 3      |
| 10. | Brigitte de Roche    | 3      |
| 10. | Kazne Hashiba        | 3      |